# Athlétisme aux Jeux de l'Empire britannique de 1950
Navigation
Les épreuves d'athlétisme des Jeux de l'Empire britannique de 1950 se déroulent du 4 au 11 février 1950 à l'Eden Park d'Auckland, en Nouvelle-Zélande.

## Résultats

### Hommes
| Épreuves           | Or                                                                                | Argent                                                                         | Bronze                                                                                              |
| ------------------ | --------------------------------------------------------------------------------- | ------------------------------------------------------------------------------ | --------------------------------------------------------------------------------------------------- |
| 100 yards          | John Treloar 9 s 7                                                                | Bill de Gruchy 9 s 8                                                           | Donald Pettie 9 s 8                                                                                 |
| 220 yards          | John Treloar 21 s 5                                                               | David Johnson 21 s 8                                                           | Donald Jowett 21 s 8                                                                                |
| 440 yards          | Edwin William Carr 47 s 9                                                         | Leslie Lewis 48 s 0                                                            | David Batten 48 s 8                                                                                 |
| 880 yards          | Harold Parlett 1 min 53 s 1                                                       | Jack Hutchins 1 min 53 s 4                                                     | Bill Parnell 1 min 53 s 4                                                                           |
| 1 mile             | Bill Parnell 4 min 11 s 0                                                         | Leonard Eyre 4 min 11 s 8                                                      | Maurice Marshall 4 min 13 s 2                                                                       |
| 3 miles            | Leonard Eyre 14 min 23 s 6                                                        | William Harold Nelson 14 min 27 s 8                                            | Anthony Chivers 14 min 28 s 1                                                                       |
| 6 miles            | William Harold Nelson 30 min 29 s 6                                               | Andrew Forbes 30 min 31 s 9                                                    | Noel Taylor 30 min 31 s 9                                                                           |
| Marathon           | Jack Holden 2 h 32 min 57 s                                                       | Thomas Luyt 2 h 37 min 02 s                                                    | James Clark 2 h 39 min 26 s                                                                         |
| 120 yards haies    | Peter Gardner 14 s 3                                                              | Raymond Weinberg 14 s 4                                                        | Tom Lavery 14 s 6                                                                                   |
| 440 yards haies    | Duncan White 52 s 5                                                               | John Macfarlane Holland 52 s 7                                                 | Geoffrey Goodacre 53 s 1                                                                            |
| Relais 4×110 yards | Australie Scotchy Gordon David Johnson John Treloar Bill de Gruchy 42 s 2         | Angleterre Brian Shenton John Archer Leslie Lewis Nicholas Stacey 42 s 5       | Nouvelle-Zélande Arthur Eustace Clement Parker Kevin Beardsley Peter Henderson 42 s 6               |
| Relais 4×440 yards | Australie Edwin William Carr George Gedge James Humphreys Ross Price 3 min 17 s 8 | Angleterre Derek Pugh Harold Parlett Leslie Lewis Terence Higgins 3 min 19 s 3 | Nouvelle-Zélande David Batten Derek G. Stewart John Macfarlane Holland Jack Sutherland 3 min 20 s 0 |
| Saut en hauteur    | John Winter 1,98 m                                                                | Alan Paterson Joshua Majekodunmi 1,95 m                                        | |
| Saut à la perche   | Timothy Anderson 3,96 m                                                           | Stan Egerton 3,96 m                                                            | Peter Lindsay Denton 3,88 m                                                                         |
| Saut en longueur   | Neville Price 7,31 m                                                              | Bevin Hough 7,20 m                                                             | David Dephoff 7,08 m                                                                                |
| Triple saut        | Brian Oliver 15,61 m                                                              | Leslie McKeand 15,28 m                                                         | Ian Polmear 14,67 m                                                                                 |
| Lancer du poids    | Mataika Tuicakau 14,63 m                                                          | Harold Moody 13,92 m                                                           | Leo Roininen 13,68 m                                                                                |
| Lancer du disque   | Ian Reed 47,72 m                                                                  | Mataika Tuicakau 44,00 m                                                       | Svein Sigfusson 43,48 m                                                                             |
| Lancer du marteau  | Duncan Clark 49,94 m                                                              | Keith Pardon 47,83 m                                                           | Herbert Barker 45,62 m                                                                              |
| Lancer du javelot  | Leo Roininen 57,11 m                                                              | Luke Tunabuna 56,02 m                                                          | Doug Robinson 55,60 m                                                                               |

### Femmes
| Épreuves                     | Or                                                                                   | Argent                                                                               | Bronze                                                                   |
| ---------------------------- | ------------------------------------------------------------------------------------ | ------------------------------------------------------------------------------------ | ------------------------------------------------------------------------ |
| 100 yards                    | Marjorie Nelson 10 s 8                                                               | Shirley Strickland 11 s 0                                                            | Verna Johnston 11 s 0                                                    |
| 220 yards                    | Marjorie Nelson 24 s 3                                                               | Shirley Strickland 24 s 5                                                            | Daphne Robb 24 s 7                                                       |
| 80 yards haies               | Shirley Strickland 11 s 6                                                            | June Schoch 11 s 6                                                                   | Jane Schackleton 11 s 7                                                  |
| Relais 110-220-110 yards     | Australie Marjorie Nelson Shirley Strickland Verna Johnston 47 s 9                   | Nouvelle-Zélande Lesley Rowe Doris Parker Shirley Hardman 48 s 7                     | Angleterre Dorothy Manley Margaret Walker Sylvia Cheeseman 50 s 0        |
| Relais 220-110-220-110 yards | Australie Ann Shanley Marjorie Nelson Shirley Strickland Verna Johnston 1 min 13 s 4 | Angleterre Doris Batten Dorothy Manley Margaret Walker Sylvia Cheeseman 1 min 17 s 5 | Canada Elaine Silburn Eleanor McKenzie Geraldine Bemister Patricia Jones |
| Saut en hauteur              | Dorothy Tyler 1,60 m                                                                 | Bertha Crowther 1,60 m                                                               | Noeline Swinton 1,55 m                                                   |
| Saut en longueur             | Yvette Williams 5,91 m                                                               | Judith Canty 5,78 m                                                                  | Ruth Dowman 5,74 m                                                       |
| Lancer du javelot            | Charlotte McGibbon-Weeks 38,84 m                                                     | Yvette Williams 37,96 m                                                              | Cleone Rivett-Carnac 34,43 m                                             |

## Tableau des médailles
| Rang | Nation                 | Or | Argent | Bronze | Total |
| ---- | ---------------------- | -- | ------ | ------ | ----- |
| 1    | Australie              | 15 | 8      | 5      | 28    |
| 2    | Angleterre             | 5  | 7      | 2      | 14    |
| 3    | Nouvelle-Zélande       | 2  | 6      | 12     | 20    |
| 4    | Canada                 | 2  | 2      | 6      | 10    |
| 5    | Écosse                 | 1  | 2      | 0      | 3     |
|      | Fidji                  | 1  | 2      | 0      | 3     |
| 7    | Union d'Afrique du Sud | 1  | 1      | 2      | 4     |
| 8    | Ceylan                 | 1  | 0      | 0      | 1     |
| 9    | Nigeria                | 0  | 1      | 0      | 1     |

## Légende
Records et Performances
- AR : Record continental (area record)
- CR : Record des championnats (championship record)
- MR : Record du meeting (meet record)
- NR : Record national (national record)
- OR : Record olympique (olympic record)
- PR : Record paralympique (paralympic record)
- PB : Record personnel (personal best)
- SB : Meilleure performance personnelle de la saison (season's best)
- WL : Meilleure performance mondiale de l'année (world leader)
- WJR : Record du monde junior (world junior record)
- WR : Record du monde (world record)

Circonstances et Conditions
- DNF : N'a pas terminé (did not finish)
- DNS : N'a pas pris le départ (did not start)
- DQ : Disqualification (disqualification)
- NM : Aucun essai valable enregistré (No Mark)
- Q : Qualifié « directement » au prochain tour (ou à la prochaine compétition), lors d'une compétition majeure, grâce au classement ou à la réalisation des minima (automatic qualifier)
- q : Qualifié au prochain tour (ou à la prochaine compétition), lors d'une compétition majeure, grâce au repêchage ou à la réalisation de l'une des meilleures performances parmi celles des « non qualifiés directement » (grâce au meilleur temps ou à la meilleure distance par exemple) (secondary qualifier)